# Saint-Christophe (Centro-Valle della Loira)
Saint-Christophe è un comune francese di 149 abitanti situato nel dipartimento dell'Eure-et-Loir nella regione del Centro-Valle della Loira.

## Società

### Evoluzione demografica
Abitanti censiti